# Emanuel František Züngel
Emanuel František Züngel (21. června 1840 Praha – 22. dubna 1894 tamtéž) byl český básník, dramatik a překladatel. Dlouhodobě spolupracoval s týdeníkem Humoristické listy. Pro Národní divadlo přeložil nebo napsal asi 130 dramat a operních libret. Byl autorem řady populárních veršovaných proslovů a deklamací. Vystupoval také pod pseudonymy Damián Mišpulka, Em. Lažanský, E. Z. Lužanský, Em. Trnka a Čeněk Pilulka.

## Život
Narodil se 21. června 1840 v Praze. Vystudoval akademické gymnázium, poté se věnoval literární tvorbě. Stal se členem Umělecké besedy.
Dlouhodobě trpěl revmatismem, který ho poslední rok života upoutal na lůžko a nakonec vedl k jeho smrti. Pohřben byl na Olšanech.

## Dílo
Züngel byl ve své době známý jako autor populárních veršovaných proslovů a deklamací vážného i žertovného obsahu, které se přednášely v divadle či na veřejných zábavách (besedách). Dlouhodobě spolupracoval s týdeníkem Humoristické listy. Když byl jejich vydavatel Josef Richard Vilímek na přelomu let 1864–65 uvězněn na osm měsíců z politických důvodů, převzal Züngel dočasně jejich vedení.
Dvacet let také spolupracoval s Národním divadlem. Přeložil nebo napsal pro něj asi 130 moderních a klasických dramat i operních libret.
K jeho dílům patří např.:
- Básně (1868)
- Drobotiny : arabesky, humoresky a novelky (1876)
- Sylvestriády : sbírka deklamací, delších i kratších, besedních čtení, žertů a půlnočních scén k zábavám sylvestrovým (1877), pod pseudonymem Emil Trnka
- Český merendář (na pokračování 1881–84), sbírka deklamací
- Blahopřejník : sbírka přání k narozeninám a k jmeninám, k novému roku i k jiným příležitostem (1882)
- Hra v karty : návody ku 56 nejznámějším a nejoblíbenějším hrám (1883)
- Český tanečník : příruční knížka pro pořadatele i účastníky zábav tanečních (1885) pod pseudonymem E. Z. Lužanský
- Kulečník : návod ku hře této, jakož i pravidla její a tajnosti hry mistrovské (cca 1886)
- Co jest zdravo? : sbírka důležitých pravidel k zachování života i zdraví (1893)
- Jaký má býti náš byt? : otázky, jekéž nutno při hledání bytu míti na zřeteli (1893)
- Malý ohňostrůjce : praktický návod k vyrábění raket a pořádání ohňostrojů (1895)
- Břetislav a Jitka, romantická opera (hudba: Mořic Stanislav Anger)

Překlady:
- Jacques Offenbach, Henri Meilhac: Bandité (1873) — opera buffa
- Alexandre Dumas mladší: Dáma s kaméliemi (1873) — činohra
- Giuseppe Verdi, Francesco Maria Piave: La traviata (1874)
- Léo Delibes, Edmond Gondinet : Král to řekl (1875) — komická opera
- Victorien Sardou: Andrea (1876) — komedie
- Charles Gounod, Jules Barbier: Romeo a Julie : velká opera v pěti jednáních (1876) podle známé tragédie od Shakespeara
- Giacomo Meyerbeer, Eugène Scribe: Afrikánka (1878) — opera
- Bedřich Smetana, Jean Pierre Félicien Mallefille: Dvě vdovy (1890)

Pod pseudonymem Čeněk Pilulka připravil v letech 1875-77 k vydání Čadkovy sólové výstupy (autorem byl herec Jan Čadek) a překládal divadelní hry.